# Corrective Measures
Corrective Measures (Măsuri corective) este un film american thriller științifico-fantastic de acțiune din 2022, scris, produs și regizat de Sean O'Reilly și cu Bruce Willis și Michael Rooker în rolurile principale. Se bazează pe romanul grafic cu același nume al lui Grant Chastain. Este, de asemenea, debutul lui O'Reilly într-un lungmetraj live-action. 

## Prezentare
După un fenomen necunoscut numit Pulsul pe Pământ apar supereroi.
Prin lege, orice condamnat cu puteri supranaturale este trimis la San Tiburon, o închisoare de maximă securitate unde puterile sale vor fi sub control. Tensiunile dintre deținuți și personal se intensifică, ducând la anarhie și ordinea este întoarsă cu susul în jos.

## Distribuție
- Bruce Willis - Julius „Lobul” Loeb [6]
- Michael Rooker - supraveghetor Devlin [7]
- Dan Payne⁠(d) - Payback [8]
- Brennan Mejia - Diego Diaz [9]
- Tom Cavanagh⁠(d)[10] - Gordon Tweedy
- Kat Ruston [11] - ofițer Liz Morales
- Kevin Zegers[12] - căpitanul Jason Brody
- Hayley Sales - Dr. Isabelle Josephs
- Daniel Cudmore - Diamond Jim

## Lansare
Filmul a fost lansat la 29 aprilie 2022 pe platforma americană de streaming Tubi.